# 姆布吉马伊
姆布吉马伊（Mbuji-Mayi），是剛果民主共和國第三大城市，2010年人口約148萬。是該國東中部的重心、东开赛省首府。
20世紀初，當地發現鑽石礦後，礦業公司在姆布吉馬伊建設礦場連職工宿舍等設施。1950年代後期有人口約39,830。1960年剛果獨立後，當地人口急增。